# Pterogyne nitens

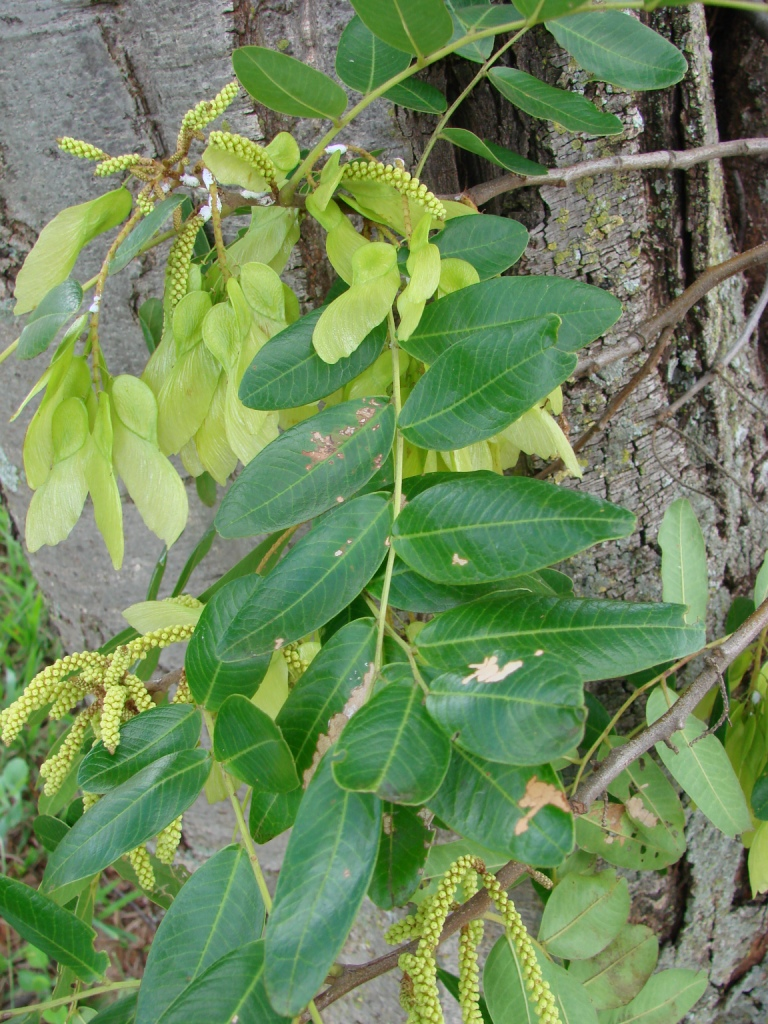
Blätter, Blütenstände und unreife Früchte

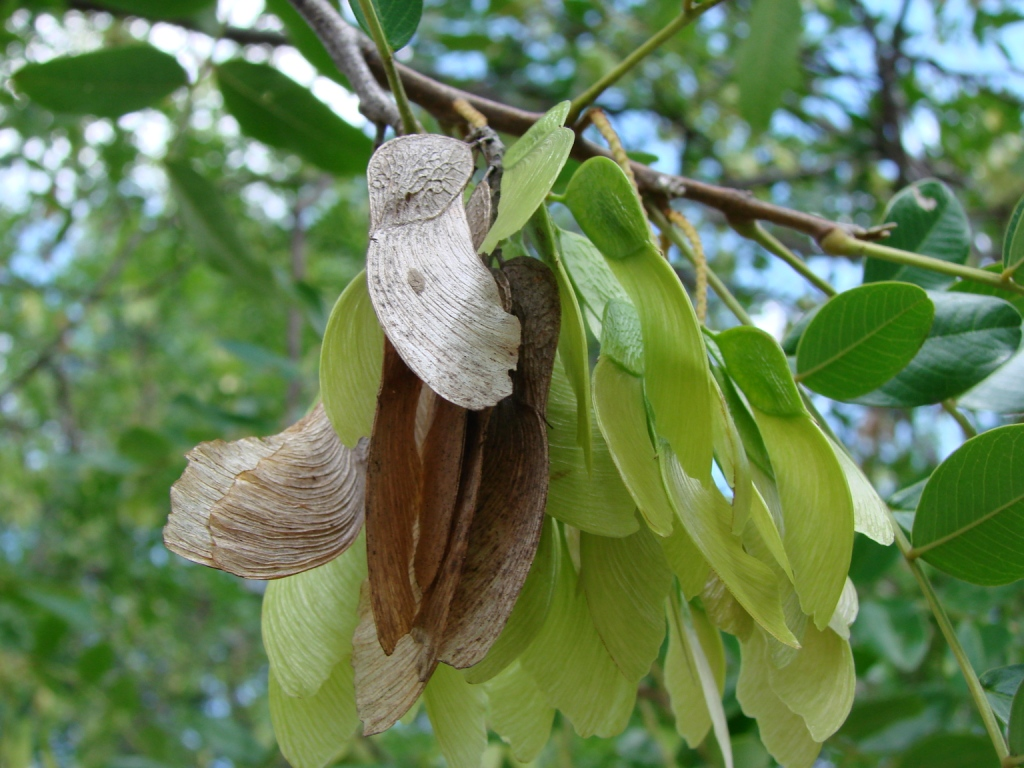
Früchte

Pterogyne nitens ist ein Baum in der Familie der Hülsenfrüchtler aus der Unterfamilie der Johannisbrotgewächse aus dem mittleren bis nördlichen Argentinien, Bolivien, Paraguay, Uruguay und dem südlichen bis mittleren und östlichen Brasilien. Es ist die einzige Art der Gattung Pterogyne.

## Beschreibung
Pterogyne nitens wächst als laubabwerfender, recht schnellwüchsiger Baum bis über 25 Meter hoch. Der Stammdurchmesser erreicht über 60 Zentimeter. Die dicke, gräuliche bis grau-braune Borke ist rissig bis schuppig.
Die wechselständigen und gestielten Laubblätter sind, meist wechselnd, paarig oder falsch unpaarig gefiedert mit bis zu 20 Blättchen. Die Rhachis und der Blattstiel sind rinnig. Die kurz gestielten, unterseits helleren, leicht ledrigen, kahlen Blättchen sind bis 6 Zentimeter lang, ganzrandig, rundspitzig bis stumpf und meist eingebuchtet, sie sind eiförmig bis elliptisch mit abgerundeter bis spitzer Basis. Die Nebenblätter sind meist abfallend.
Es werden achselständige, kurze und traubige, dichte, reichblütige, glasbürstenförmige Blütenstände mit fein behaarter Rhachis gebildet. Die kleinen, zwittrigen und gelb-grünen, gestielten Blüten sind fünfzählig mit doppelter Blütenhülle. Es sind jeweils kleine Tragblätter vorhanden. Die länglichen Kelchblätter sind nur klein, die schmal verkehrt-eiförmigen, freien Kronblätter sind ausladend und bis 2,5 Millimeter lang. Es sind 10 freie, vorstehende, relativ kurze Staubblätter in zwei leicht ungleichen Kreisen, die inneren sind kürzer, vorhanden. Der oberständige und einseitig geflügelte, leicht behaarte, einkammerige Fruchtknoten mit kurzem, seitenständigen Griffel mit kleiner Narbe steht an einem kurzen Gynophor.
Es werden flache, einsamige und nicht öffnende, einseitig geflügelte Flügelfrüchte gebildet. Der papierige Flügel ist bis 3,5 Zentimeter lang, der eiförmige bis elliptische, samentragende Teil ist bis 1,8 Zentimeter lang. Der flache, eiförmige Samen ist bis 1,2 Zentimeter lang.

## Taxonomie
Die Gattung Pterogyne und die Art Pterogyne nitens wurden 1843 von Louis René Tulasne in Annales des Sciences Naturelles; Botanique Serie 2, Band 20 Seite 140 erstbeschrieben.

## Verwendung
Das recht harte, recht schwere und mäßig beständige Holz wird vielfältig genutzt. Es ist bekannt als Amendoim, Ibiraro oder Viraro.